# Карим Тинчурин
Карим Тинчурин (15 септември 1887 г. – 15 ноември 1938 г.) е татарски драматург и актьор.

## Биография и творчество
Тинчурин е роден в село Тараканово (дн. Аккул в Пензенска област). След като работи като мияч на чинии в тийнейджърските си години, той учи в прочутото Татарско Медресе. Въпреки това, Тинчуринн се чувства недоволен от образователния процес тами напуска с още 82 други ученици през февруари 1906 г. След като посещава няколко руски провинции, работи като пътуващ учител в селските училища, а през 1910 г. се присъединява към първата си професионална театрална трупа, ставайки не само актьор, но и драматург и един от водещите режисьори. През 1912 г. той пише пиесата Честен труд, а през 1913 г. – Фатална стъпка. Карим е иновативен драматург, изучаващ сложното и противоречиво явление за формиране на личността.
През 1918 г. Тинчурин живее в Москва и е назначен за началник на културния отдел на Централния мюсюлмански военен колегиум. През ноември 1922 г. той основава Татарския академичен театър в Казан, където той работи с редица изявени актьори: Б.Тарханов, К.Шамил, Г.Болгарская и др.
Тинчурин написва повече от 30 пиеси през краткия си творчески живот, някои от които:
- Родина
- Син шал
- Честен труд (1912 г.)
- Фатална стъпка (1913 г.)
- Юсуф и Зулейха (1918)
- Папагалът (1918)
- Американецът (1925 г.)
- Без платна (1926)
- На река Кандра (1932 г.)
- Там са били трима (1932)

Жертва на политически репресии по време на сталинизма, Тинчурин е реабилитиран посмъртно.